# Heidi Dalton
Pour les articles homonymes, voir Dalton.
Heidi Dalton, née le 21 mars 1995 à Richards Bay, est une coureuse cycliste sud-africaine. Elle est notamment championne d'Afrique du contre-la-montre par équipes en  2015 et championne d'Afrique du Sud sur route en 2017.

## Palmarès

### Par années
- 2012
  -  Championne d'Afrique du Sud sur route juniors
  -  Championne d'Afrique du Sud du contre-la-montre juniors
- 2013
  -  Championne d'Afrique du contre-la-montre par équipes juniors
  -  Championne d'Afrique du contre-la-montre juniors
  -  Championne d'Afrique du Sud sur route juniors
  -  Championne d'Afrique du Sud du contre-la-montre juniors
- 2014
  - 2e du championnat d'Afrique du Sud du contre-la-montre
  - 3e du championnat d'Afrique du Sud sur route
- 2015
  -  Championne d'Afrique du contre-la-montre par équipes
  -  Médaillée d'argent du championnat d'Afrique du contre-la-montre
  -  Médaillée d'argent du contre-la-montre par équipes des Jeux africains
  - 3e du championnat d'Afrique du Sud du contre-la-montre
- 2017
  -  Championne d'Afrique du Sud sur route
  -  Championne d'Afrique du Sud du contre-la-montre espoirs

### Classements mondiaux
| Année          | 2014 | 2015 | 2016 | 2017 |
| Classement UCI | 338e | 178e | 411e | 254e |